# 1246년

## 연호
- 남송(南宋) 순우(淳祐) 6년
- 일본(日本) 간겐(寛元) 4년
- 쩐 왕조(陳朝) 티엔응찐빈(天應政平) 15년

## 기년
- 남송(南宋) 이종(理宗) 22년
- 고려(高麗) 고종(高宗) 33년
- 몽골 귀위크 칸 원년
- 쩐 왕조(陳朝) 태종(太宗) 22년